# Une jeune fille dans le train
Une jeune fille dans le train (The Girl in the Train), parfois titrée Erreur d'aiguillage, est une nouvelle policière d'Agatha Christie.
Initialement publiée en février 1924 dans la revue The Grand Magazine au Royaume-Uni, cette nouvelle a été reprise en recueil en 1934 dans The Listerdale Mystery and Other Stories au Royaume-Uni. Elle a été publiée pour la première fois en France dans le recueil Douze nouvelles en 1963.

## Résumé
Une inconnue dans le train confie un mystérieux paquet à George Rowland et lui demande de procéder à la filature d'un homme louche. Plus tard, George découvre que l'homme qu'il a « filoché » est un inspecteur de Scotland Yard, lequel justement enquêtait sur la belle inconnue...

## Personnages
- George Rowland
- Elizabeth Gaigh
- inspecteur Jarrold

## Publications
Avant la publication dans un recueil, la nouvelle avait fait l'objet de publications dans des revues :
- en février 1924, au Royaume-Uni, dans le no 228 de la revue The Grand Magazine[1] ;
- en novembre 1953, au Royaume-Uni, dans le no 3 (vol. 3) de la revue MacKill’s Mystery Magazine[2].

La nouvelle a ensuite fait partie de nombreux recueils :
- en 1934, au Royaume-Uni, dans The Listerdale Mystery and Other Stories[1] (avec 11 autres nouvelles) ;
- en 1963, en France, dans Douze nouvelles, recueil réédité en 1968 sous le titre « Le Mystère de Listerdale » (adaptation du recueil de 1934) ;
- en 1971, aux États-Unis, dans The Golden Ball and Other Stories[1] (avec 14 autres nouvelles) ;
- en 1982, au Royaume-Uni, dans The Agatha Christie Hour (avec 9 autres nouvelles) ;
- en 1983, en France, sous le titre « Erreur d'aiguillage », dans Dix brèves rencontres (adaptation du recueil de 1982).

## Adaptation
- 1982 : The Girl in the Train, épisode de la série télévisée The Agatha Christie Hour.